# Jan Floris de Jongh
Jan Floris de Jongh (Buitenzorg, Nederlands-Indië, 7 april 1910 - 1988) was van 1954 tot 1961 president van de Internationale Vereniging van Scholen voor Sociaal Werk (IASSW). Hij heeft een belangrijke rol gespeeld in de ontwikkeling van het maatschappelijk werk in Nederland en internationaal.
De Jongh begon zijn carrière als advocaat in Amsterdam en vertrok in 1934 naar Den Haag om daar te gaan werken als ambtenaar bij het Ministerie van Economische Zaken. Van 1946 tot 1962 was hij adjunct-directeur en daarna tot 1964 directeur van School voor Maatschappelijk Werk in Amsterdam. Vanaf zijn aantreden presenteerde hij zich als een advocaat voor vernieuwing van onderwijsn in maatschappelijk werk. Hij wilde het onderbrengen bij het universitair onderwijs, net zoals in de Verenigde Staten en Groot-Brittannië het geval was. Deze opzet is echter niet gelukt. In 1954 wordt de Jongh gekozen tot president van de IASSW. Zijn voorzitterschap kenmerkte zich door de transformatie van een door het Westen gedomineerde naar een meer internationale organisatie.
Naast zijn werk voor de IASSW was de Jongh betrokken bij de Verenigde Naties. Hij was de Nederlandse vertegenwoordiger bij de UN Social Commission, als VN-adviseur voor Pakistan. In 1964 werd de Jongh de eerste directeur van het United Nations Research Institute For Social Development (UNRISD) in Genève. In 1967 keerde de Jongh terug naar Nederland waar hij zijn ongenoegen toonde over het feit dat maatschappelijk werk een onderdeel was geworden van kerkelijk en religieus vormingswerk. In hetzelfde jaar werd hij directeur van het (inmiddels niet meer bestaande) Centrum voor de Studie van het Onderwijs in Veranderende Maatschappijen (CESO).